# تي-72
تي-72 (بالإنجليزية: T-72) هي دبابة قتال رئيسية سوفيتية استمد تصميمها من دبابة القتال السوفيتية تي-62 كدبابة مطورة عن تي-62، دخلت دبابة تي-72 خط الإنتاج عام 1971 ودخلت الخدمة في الجيش السوفيتي سنة 1973.
اختير في تصميم تي-72 أن تصنع بأعداد كبيرة بحيث تكون تكملة للدبابة تي-64 وليس بديلا أو تطور لها، ويتضح الأمر حيث أن تي-64 كانت تنشر للوحدات السوفيتي الأمامية فقط أما تي-72 فكانت تنشر في كل أنحاء الاتحاد السوفيتي وتم تصديرها لجيوش حلف وارسو وسوريا ودول أخرى.
وقد طورت روسيا دبابة محدثة عن الدبابة تي-72 في بداية التسعينيات حملت اسم تي-90 أنتجت في 1995.

## مواصفات الدبابة

### التدريع
تعتبر المنطقة الأكثر تدريع في برج تي-72 هي مقدمة البرج، بعكس الجوانب ومؤخرة البرج. حيث ان المتوقع ان تستهدف المقدمة أكثر من الجوانب أو مؤخرة البرج وهذا بالنسبة لمعظم الدبابات في العالم.
بالنسبة للـ SIDE SKIRTS كانت هذه الدروع معدومة في الطرازات الأولى وفي الطرازات اللاحقة تم استعمال دروع جانبية لحماية الجنزير من المطاط القوي.

### التسليح
- المدفع الرئيسي: عيار 125 مم طراز 2A46M/ D-81TM أملس السبطانة.
- رشاش موازي للمدفع: عيار 7.62 مم (7.62× 54R) طراز PKT.
- رشاش م/ط: عيار 12.7 مم (12.7×108) طراز AA MG NSVT.
- بندقية ألية: عيار 7.62 طراز كلاشينكوف.
- أسلحة الطاقم.

### الذخيرة
- ذخيرة المدفع: 44 قذيفة مدفعية 22 منها ضمن جهاز التلقيم الألي والباقي موزعة ضمن برج الدبابة وهي على ثلاثة أنواع:

1. القذائف الخارقة للدروع: تستخدم للرمي على الدبابات حتى مسافة 4000م.
2. القذائف الجوفاء: تستخدم للرمي على الدبابات المعادية وأبواب الحصون حتى مسافة 4000م.
3. القذائف المتفجرة: تستخدم للرمي على تجمعات المشاة والمركبات الخفيفة التصفيح والتحصينات المعادية حتى مسافة 5000م رمي مباشر وحتى مسافة 9400 رمي غير مباشر.

- ذخيرة الرشاش 7.62مم: 2000 طلقة.
- ذخيرة الرشاش 12.7مم: 300 طلقة.

### المحرك
تسير الدبابة تي 72 بمحرك 12 سلندر له 4 اشواط بقدرة 780 حصان بخاري نوع V-46-6 ويمكن أن يعمل بثلاثة أنواع مازوت وبنزين وكيروسين مربوط بناقل سرعة (7 سرعات إلى الامام وواحدة إلى الخلف).

### الطاقم

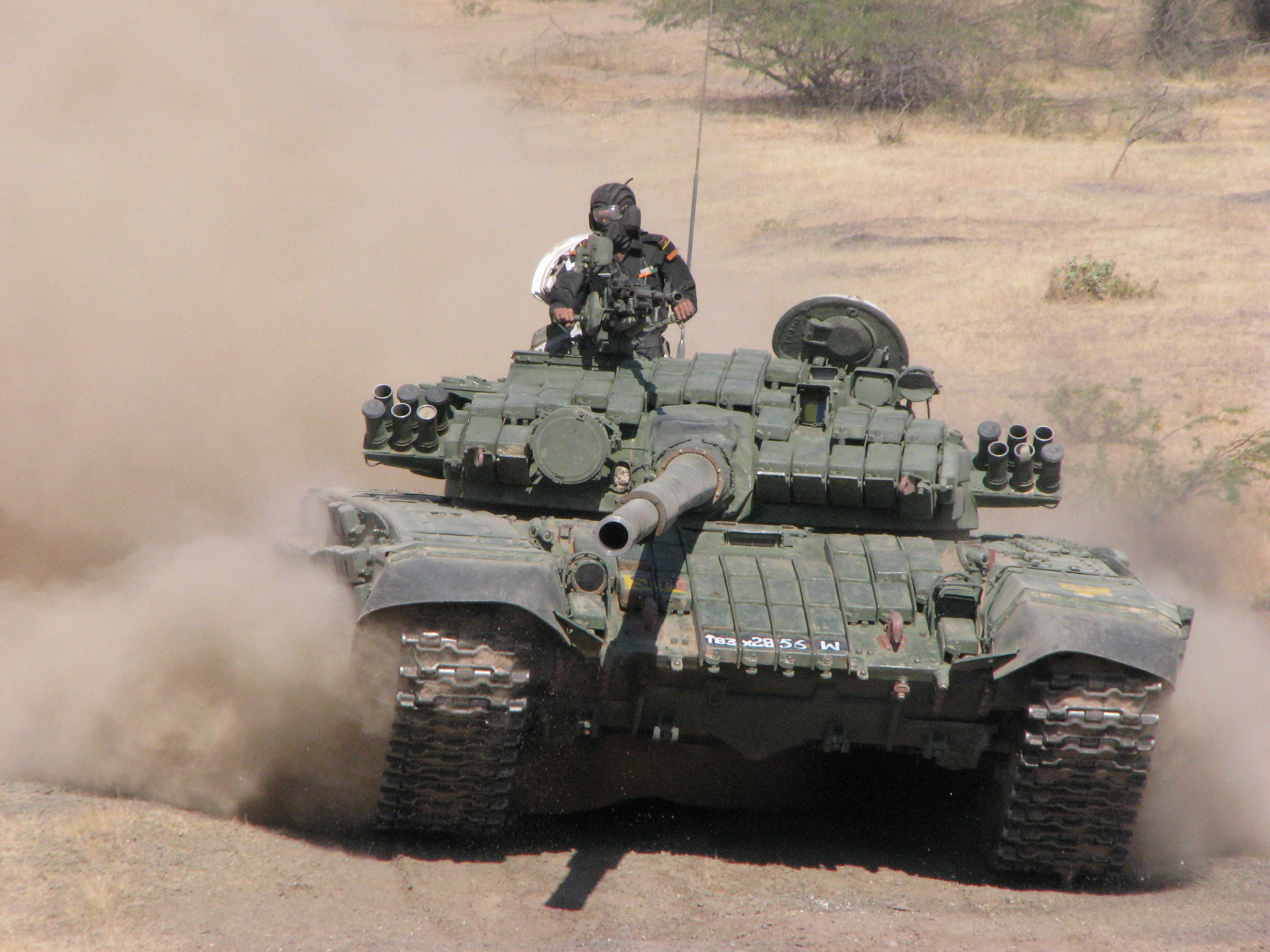
دبابة تي-72 للجيش الهندي

بخلاف كل الدبابات التي كانت موجودة وقت صنعها (وحتى فترة قريبة) فإن دبابة تي 72 يقودها طاقم يتألف من ثلاث افراد وهم قائد الدبابة والمدفعي وسائق الدبابة فيما يحل جهاز التلقيم الألي محل العنصر الذي وظيفته تذخير المدفع بطلقة في بقية الدبابات.
- المواصفات الفنية:
  - السرعة: تصل إلى 60 كلم/سا على الطرقات المعبدة و40كلم/سا على الأراضي الوعرة.
  - عمق الغوص تحت الماء: حتى خمسة أمتار مع تجهيزات كاملة
  - الوزن: 44.5 طن.
  - الطول: 6.91 متر.
  - العرض: 3.58 متر.
  - الارتفاع: 2.19 متر.
  - مدى المسير دون التزود بالوقود: 400 كيلو متر.
  - يمكن تركيب أجهزة خاصة للدبابة مثل كاسحة الألغام

## فئات أخرى

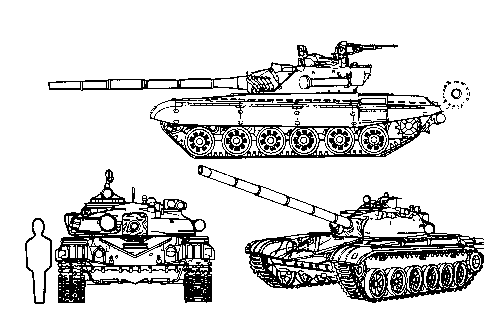
رسمات الدبابة تي-72

تتعدد طرازات الدبابة تي- 72 لان الاتحاد السوفيتي أعتاد ان يصنع الدبابة حسب متطلبات المشتري مما يعني إمكانية أختلاف الـ تي-72 السورية عن الـ تي-72 العراقية والجزائرية، وهنا يعطى لكل طراز اسم معين.
ولكن هناك طرازات معروفة وسهل التعرف عليها منها الطرازات التالية:

## T-72
هذا الطراز الأول الذي دخل الخدمة في الجيش السوفيتي (الجيش الروسي اولا). هذا النوع لم يحو دروع
الجنازير بالإضافة إلى ان أنظمة التحكم بالنيران وقياس المسافات كانت بدائية نسخة التصدير من هذه الدبابة تسمى ب T-72

## T-72A
هذا الطراز نفس الطراز السابق ولكن تم إضافة جهاز ليزر لقياس المسافات ودروع جانبية لحماية الجنزير، أيضا جهزت هذه الدبابة بقواذف دخانية للتمويه النسخة المخصصة للتصدير يطلق عليها اسم T-72 M1 ، صنعت هذه النسخة في كلا من بولندا وتشيكوسلوفاكيا تحت نفس الاسم، لكن الجودة كانت اقل وفي بعض الاوقات تم التخلي حتى عن الدروع الرملية ليصبح البرج فارغ من أي درع، العراق كان المشتري الأكبر لهذا الطراز (خصوصا المصنع في بولندا) لأسباب اقتصادية وأسباب إستراتيجية في حينها، حتى بعد نهاية الحرب مع إيران باشر العراق بفتح مصنع في بغداد لتجميع التي-72 (T-72 M1)، حيث تاتي قطع التي-72 من بولندا أو تشيكوسلافاكيا وتجمع في العراق (بعض القطع تم تصنيعها في العراق) تحت اسم اسد بابل.

## T-72M
هذا الطراز مجهز بأنظمة تحكم بالنيران بمستوى ال T-72A ولكن الدروع من الحشوة الرملية النسخة للتصدير هي T-72 M1M.

## T-72 AV
هي نفسة الدبابة بمستوى T-72A ولكن تم إضافة دروع ERA وهذه تتكون من بلوكات مربعة تنشر على
كامل البرج ومقدمة الدبابة بالإضافة إلى جانبي الدبابة.

## T-72 B

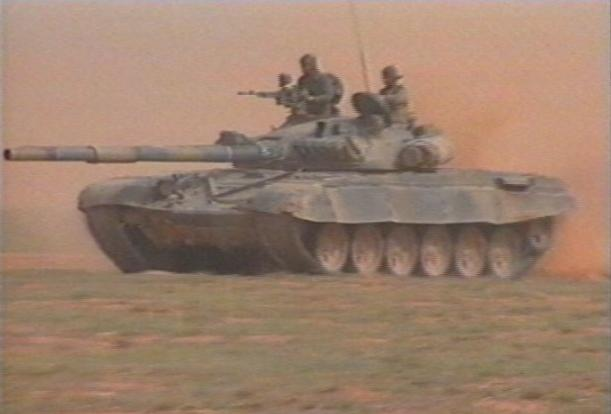
دبابة تي-72 للجيش الجزائري

هذه الطراز مجهز بدروع era وإمكانية استعمال صواريخ موجهة مثل at-11 snipper النسخة الخاصة للتصدير هي T-72 S.
أجهزة التحكم بالنيران: نظام التحكم النيران (fire control system) كان اقل تعقيد من الأنواع الموجودة في دبابات تي-80 وتي-64.
نظام التحكم بالنيران في دبابات تي-80 وتي-64 يتكون من عدة مجسات تغذي الكمبيوتر البالستي لتصويب
المدفع والمساعدة في توزان البرج والمدفع أثناء السير. لكن نظام التحكم بالنيران الخاص بالـ تي-72 لايحوي
كل هذا التطور الموجود على دبابات تي-80 و64، بل هو نظام رخيص يعتمد على المدفعجي في قياس المسافة
إلى الهدف بالنظر من دون استعمال أي جهاز اخر لقياس المسافات مثل اجهز ة الليزر (هذا الكلام كله يخص
الطرازات الأولى من الـ تي-72).
أجهزة الرؤية الليلية تنقسم إلى ثلاث اجزاء أو ثلاث أجهزة، سائق الدبابة يملك ضوء رؤية ليلية خاص به
قائد الدبابة يملك جهاز رؤية ليلية خاص به من نوع TPN-1-49 بالإضافة إلى ان المدفعجي يملك جهاز رؤية
ليلية خاص به أيضا وهو الأكبر موجود على الجانب الأيمن لبرج الدبابة.

## T-72 AG
- سنة 2006 بدأت الجزائر تحديث 300 دبابة تي-72 روسية تابعة للفرقة الثامنة المدرعة المتمركزة غرب البلاد تم تطويرها جميعا بانضمام تي-90 اس الروسية.شملت عملية التحديث 300 دبابة نوعm1 إلى النسخة AG وهذا لرفع قدرات الدبابة مما يؤمن زيادة في القدرة بما يساوي الضعفين عن النسخ الأصلية من ناحية قابلية الحركة والقوة النارية والحماية وقدر تكلفة التطوير بـ 250 مليون دولار وتم بالتطوير داخل الجزائر.
- شمل عقد التطوير على رفع حماية الدبابة وهذا بتامين القوس الأمامي للدبابة دروع تفاعلية ERA وهذا لرفع نسبة قابلية البقائية للدبابة في ميدان المعركة خصوصا ضد قذائف الطاقة الحركية، كما شمل التحديث على تغير انظمة كشف واخماد النيران التي تعمل بشكل كامل خلال 150 جزء من الثانية.
- كذلك تم طلي الدبابة بمادة تسمح بتقليل البصمة الحرارية للدبابة إضافة إلى تحسين الخزانات وهذا لتامين حماية مضاعفة لها إضافة.

كذلك تم إضافة أنظمة الحماية والتحذير من الصواريخ الموجهة والإضاءة الليزرية، شتورا للتحذير ليزري والإعاقة مع قنابل دخانية التي يتوفر البرج على 12 قنبلة 6 على كال جانب.كما شملة عملية التطوير تحسين القدرة النارية للدبابة وهذا باستبدال المدفع بمدفع 2a46m عيار 125 ملم متوازن على محورين باستقرار كهروهيدرولوكي قادر على اطلاق قذائف موجهة بالليزر، وكدلك استخدام كل القذائف المتوفرة حاليا إضافة إلى رشاش بتحكم عن بعد عيار 12.7 ورشاش عيار 7.62 .
- كما تم تحديث أنظمة الدبابة حيث تم تزويدها بأنظمة رؤية وتهديف أكثر تطور تسمح للمدفعي من الرؤية ليلا بمدى 3000-3500 متر كما تم تجهيزها بنظام رؤية حراري ونظام تهديف بالليزر للسماح باستخدام الصواريخ الموجهة مع تحسين نظام الرؤية للقائد.كما اضيف كمبيوتر رقمي وأنظمة تحسس. مع أنظمة امتلاك تلقائي للأهداف ونظام كهرومغناطيسي للحماية والتحذير من الألغام المضادة للدبابات.

تم أيضا استبدال المحرك باخر أفضل نوع v-92s2 بقوة 1000 حصان بتبريد سائل يستطيع تحسين القدرة الحركية للدبابة بعد التطوير ويمنحها توزيع للقوة بمقدار 22.2 حصان للطن وبسرعة قصوى تبلغ 65 كلم. كما تم تحسين نظام التعليق واسبتدال العجلات على الجانبين إضافة إلى جعلها أكثر استقلالية إضافة إلى تروس الدوار كما تم تغير الجنازير.
- مع كل هذا فقد اضيف بعض التحسينات مثل نظام تحديد المواقع، إضافة إلى أنظمة اتصال أكثر حداثة مع شبكة داخلية وخارجية إضافة إلى نظام الحماية الشاملة من الأسلحة nbc كما تم تركيب مكيفات هواء حديثة.

## مميزات والعيوب

### المميزات
تتميز الدبابة تي 72 بقدرتها العالية على المناورة بفضل جهاز التعليق عالي الكفاءة وقوة محركها وخفة وزنها (44 طن) مقارنة مع دبابات القتال الرئيسية الأخرى (الميركافا 63-65 طن) كما تتميز بقدرتها النارية العالية بفضل جهاز التلقيم الألي إذا تستطيع رمي من 6 إلى 8 طلقة مدفع في الدقيقة الواحدة مقارنة مع بقية الدبابات (الميركافا 1-2 طلقة في الدقيقة) وعيار المدفع الكبير مقارنة مع دبابات الفترة التي صنعت فيها (الميركافا 105 ملم) كما تتميز بقدرتها الكبيرة على الاختفاء ضمن تضاريس الأرض بسبب صغر حجمها وانخفاض أعلى نقطة فيها 2.19 م مقارنة مع بقية الدبابات (الميركافا ارتفاعها 2.7 م) إضافة إلى عدد طاقمها الذي هو أقل بعنصر من عدد الطواقم اللازم لتشغيل بقية الدبابات وهو ما يوفر التدريب ويخفض عدد الخسائر البشرية.

### المساوئ
ضيق المساحة الداخلية التي يستطيع الطاقم التحرك ضمنها مما يضعف من قدرة الطاقم على تخزين مؤن وذخيرة إضافية وتجهيزات التخيم والبقاء في أرض المعركة إضافة إلى وجود الذخيرة تحت البرج مباشرة مما يؤدي إلى إصابة الطاقم مباشرة في حال انفجار الدبابة.

## المستخدمين

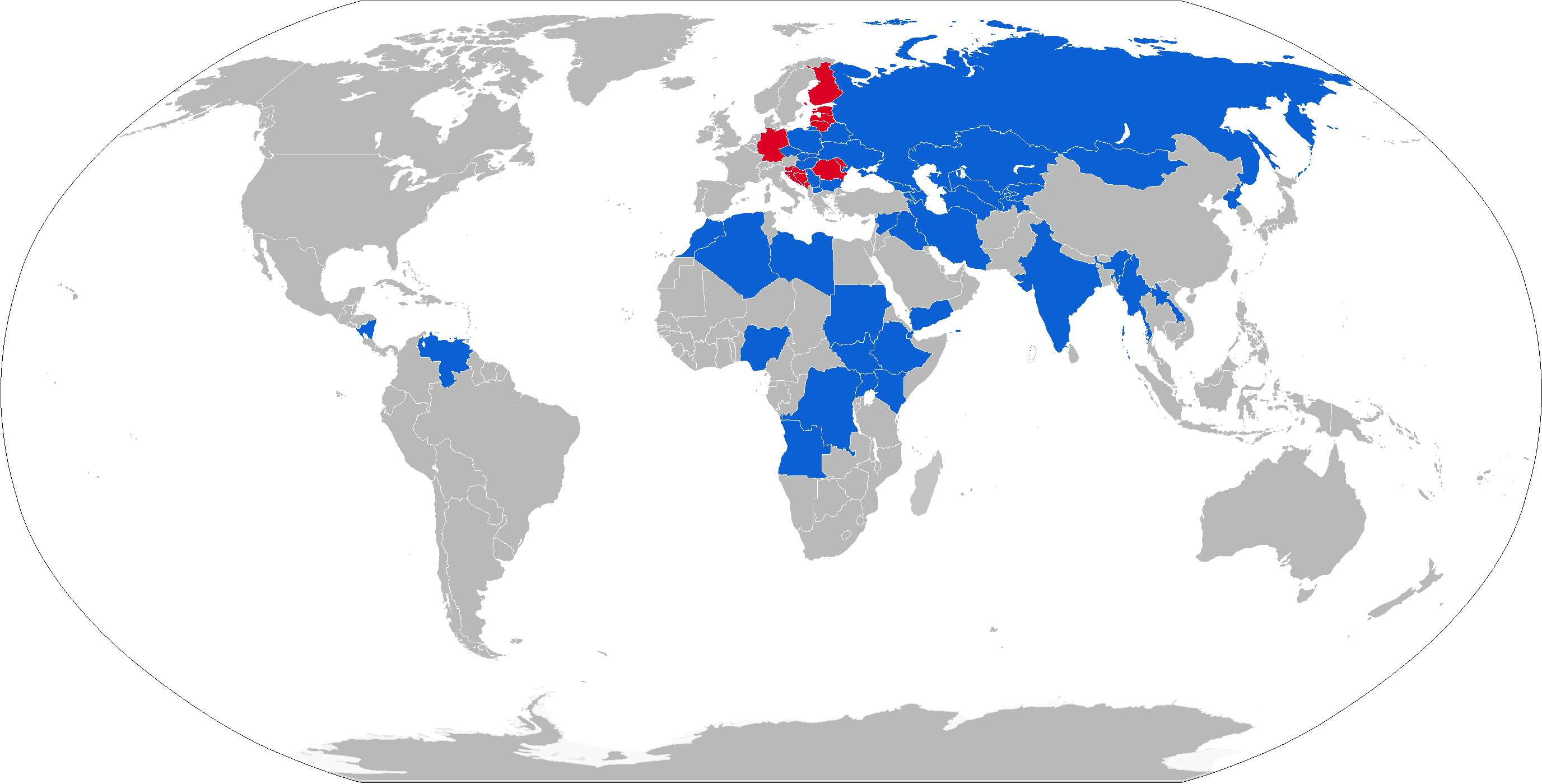
مستخدمي تي-72 (المستخدمين السابقين باللون الأحمر)

### المستخدمون الحاليون
تستخدم الدبابة من قبل العديد من الدول وهي:
- اليمن
- أذربيجان
- أرمينيا
- أنغولا
- أوزبكستان
- أوستيا الجنوبية
- أوكرانيا
- إيران
- بلغاريا
- البوسنة والهرسك
- بولندا
- المغرب
- تركمانستان
- جمهورية التشيك
- الجزائر
- جورجيا
- روسيا
- بيلاروس
- رومانيا
- سلوفاكيا
- سوريا
- طاجيكستان
- العراق (النسخة العراقية + النسخة التصديرية السوفييتية734)
- فنلندا
- قرغيزستان
- كازاخستان
- كرواتيا
- ليبيا
- المجر
- الهند
- الكويت (النسخة اليوغسلافية)
- السودان
- جنوب السودان

### مستخدمون سابقون
- الاتحاد السوفيتي
- يوغوسلافيا